# Philip Idenburg
Philip Jacobus Idenburg (Hillegersberg, 26 november 1901 - Wassenaar, 29 december 1995) was een statisticus en onderwijskundige. Daarnaast was hij directeur van een wetenschappelijk onderzoeksbureau, hoogleraar en publicist.

## Levensloop
Idenburg begon zijn loopbaan in 1924 als adjunct-secretaris van de schoolraad van de Scholen met de Bijbel. Hij promoveerde in 1928 met het proefschrift De staat en het volksonderwijs in Engeland. Vervolgens ging hij bij het Centraal Bureau voor de Statistiek werken en leidde daar de afdeling onderwijsstatistiek. 
In 1939 werd hij benoemd tot directeur van het CBS. Tijdens de Tweede Wereldoorlog kreeg het CBS een centrale rol, omdat elk voornemen tot een statistisch onderzoek aan het CBS moest worden gemeld. Idenburg omarmde dat. In 1946 werd hij kortstondig benoemd tot directeur-generaal voor het onderwijs, maar keerde later datzelfde jaar terug naar het CBS als directeur-generaal en bleef daar werken tot zijn pensioen.
Volgens Idenburg moest het onderwijs als een geheel worden gezien; minder de nadruk op het weten, meer op het kunnen. Dat leidde uiteindelijk tot de Mammoetwet, waarin verschillende schoolsoorten van het voortgezet onderwijs in een wet werden geregeld.

## Functies
- Idenburg werd in 1934 privaatdocent in de geschiedenis, theorie en de statistiek van het schoolwezen aan de Universiteit van Amsterdam
- In 1956 werd hij bijzonder hoogleraar
- In 1956 werd hij directeur van het Nutsseminarium voor Pedagogiek en voorzitter van de redactie van Pedagogische Studiën
- In 1965 werd hij de eerste voorzitter van de Stichting voor Onderzoek van het Onderwijs
- Van 1967 tot 1972 was hij gewoon hoogleraar algemeen en vergelijkende opvoedkunde.

## Publicaties
- Schets van het Nederlandse schoolwezen. (1960)
- Het schoolwezen als economisch verschijnsel. Inaugurele rede, 2 oktober 1967
- Naar een constructieve onderwijspolitiek. (1970)
- Theorie van het Onderwijsbeleid. (1971)
- De utopie in het onderwijsbeleid. Afscheidscollege Universiteit van Amsterdam, 18 mei 1972.

## Wetenswaardigheden
- Philip Kohnstamm was zijn schoonvader
- Petrus Johannes Idenburg was een broer van hem
- Idenburg zat tijdens de Tweede Wereldoorlog in het schoolverzet.[1]
- Hij stapte na de oorlog over van de CHU naar de PvdA
- Hij muntte het begrip constructieve onderwijspolitiek
- Idenburg stond samen met Jan Tinbergen ook aan de wieg van het Centraal Planbureau

- Biografisch Portaal: 83621646
- Digitale Bibliotheek voor de Nederlandse Letteren: iden003
- Gemeinsame Normdatei: 135856698
- International Standard Name Identifier: 0000 0003 7417 6319
- Library of Congress Control Number: n80131778
- Nederlandse Thesaurus van Auteursnamen: 069131260
- Système universitaire de documentation: 252718372
- Virtual International Authority File: 80302367
- WorldCat: E39PBJgcYbjtK7c96q9947YXVC